# Burgemeester van Zwietenpark
Het Burgemeester van Zwietenpark is een park in 's-Hertogenbosch in de Nederlandse provincie Noord-Brabant. Het is vernoemd naar Ben van Zwieten, voormalig burgemeester van 's-Hertogenbosch.
Dit park is in de jaren 70 van de 20e eeuw ontstaan en het maakt deel uit van de wijk Maaspoort. Centraal in het park ligt de Noorderplas, een voormalige zandwinningsplas die tot 20 meter diep is. Het park wordt doorsneden door een groot aantal voetpaden, en er zijn recreatievoorzieningen, zoals een speeltuintje.
Sinds 1999 wordt een deel van het park begraasd door Limousins.
Tot het park behoort ook Eendenkooi Maaspoort, een voormalige eendenkooi.